# Chrysina beckeri
Chrysina beckeri är en skalbaggsart som beskrevs av Bates 1888. Chrysina beckeri ingår i släktet Chrysina och familjen Rutelidae. Inga underarter finns listade i Catalogue of Life.